# Biesles
Biesles ist eine französische Gemeinde mit 1334 Einwohnern (Stand 1. Januar 2022) im Département Haute-Marne in der Region Grand Est. Sie gehört zum Arrondissement Chaumont und zum Kanton Nogent. Die Einwohner heißen Bieslois und Biesloises.

## Geografie
Die Gemeinde liegt in der Landschaft Bassigny, etwa zehn Kilometer östlich von Chaumont.

## Einwohnerentwicklung
| Jahr                       | 1962 | 1968 | 1975 | 1982 | 1990 | 1999 | 2006 | 2019 |
| -------------------------- | ---- | ---- | ---- | ---- | ---- | ---- | ---- | ---- |
| Einwohner                  | 1174 | 1262 | 1287 | 1300 | 1396 | 1426 | 1422 | 1340 |
| Quellen: Cassini und INSEE |      |      |      |      |      |      |      |      |

## Persönlichkeiten
- Raymond Drouhin (1919–1984), Fabrikant

## Gemeindepartnerschaft
Biesles unterhält seit Juli 1973 eine Partnerschaft mit der bayerischen Gemeinde Nordendorf (Deutschland).

## Sehenswürdigkeiten
- Kirche Saint-Pierre-Saint-Paul aus dem 18. Jahrhundert
- Burgruine